# Fujiwara no Nakamaro
Fujiwara no Nakamaro (japanisch 藤原 仲麻呂; geboren 706; gestorben 17. Oktober 764 in der Provinz Ōmi) war ein japanischer Politiker während der Nara-Zeit.

## Leben und Wirken

### Frühe Jahre
Fujiwara no Nakamaro, sein Name wurde auch als Nakamitsu (仲満) geschrieben. Er war der zweite Sohn von Fujiwara no Muchimaro (藤原 武智麻呂; 680–737). Seine Mutter stammte aus der Familie Abe (阿倍家). Berichten zufolge war sie die Tochter von Abe Sadakichi (阿倍貞吉) oder Abe Masatora (阿倍真虎), und Abe no Toyonari (阿倍 豊成; 704–766) war ihr Halbbruder. Nakamaro war intelligent, belesen und in der Arithmetik bewandert und wurde 725 Udoneri. Im Jahr 1099 starben nacheinander sein Vater und seine Onkel an den Folgen eines heftigen Pockenausbruchs. Nakamaro stieg dann ungewöhnlich schnell in den Rängen auf, bis er 750 zum Junii (従二位) befördert wurde. Während dieser Zeit hatte er die Positionen Minbu-kyo (民部卿), Shikibu-kyo (式部卿) und Ratsmitglied (参議) inne und zum Gouverneur für die Provinzen des Tōsandō befördert. Mit der Inthronisierung von Kaiser Kōken im Jahr 749 wurde er Dainagon (大納言). Da er darüber hinaus auch als General der Zentralgarde fungierte und für alle wichtigen Feste verantwortlich war, berichtet das „Shoku Nihongi“, dass alle anderen Adligen eifersüchtig auf seine Macht waren. 750, nach dem Tod seines Vaters Fujiwara no Muchimaro und vier anderer Fuji-Klan-Fürsten stieg er in den zweiten Rang auf, und 760 in den ersten Rang. Im Jahr 762 wurde er in den höchsten Rang, zum Shōichi (正一位) befördert.
Bereits im Jahr 741 war Nakamaro zum Minister für öffentliche Angelegenheiten (民部卿, Minbukyō) ernannt worden. 745 erhielt er den Ehrentitel „Ōmi no Kami“ (近江守). 746 folgte die Ernennung zum Obersten Zeremonienmeister (式部卿) und zum Gouverneur für die Provinzen des Tōsandō. 749, als Kaiser Shōmu abdankte und Kaiser Kōken den Thron bestieg, wurde er zum Großrat (Dainagon) ernannt und wurde auch zum Chef der Shibi-mo-Chūdai ernannt. Nach dem Tod von Kaiser Shōmu im Jahr 756 hob er im folgenden Jahr, 757, das Amt des Kronprinzen Funado (皇太子道祖) auf und ersetzte es durch das des Kronprinzen Ōi (大炊), dem späteren Kaiser Junnin. Dieser lebte zu dieser Zeit in Nakamaros Privatresidenz Tamuradai (田村第) und hatte eine Frau, Awata Morohime (粟田 諸姉).
Im selben Jahr wurde Nakamaro Innenminister (紫微内相) und nahm die militärische Macht in die Hand, indem er den Aufstand seines älteren Bruders Tachibana no Naramaro (橘 奈良麻呂; 721–757) und der gegen Nakamaro gerichteten Kräfte der Ōtomo (大伴), Saeki (佐伯) und anderer im „Tachibana-Naramaro-Zwischenfall“ niederschlug, bevor diese die Macht übernehmen konnten, wobei er ein diktatorisches Regime errichtete. Er änderte seinen Namen 758 in „Emi no Oshikatsu“ (恵美 押勝), hatte 3.000 Haushalte und 100 Städte mit Reisfeldern unter sich und durfte das Siegel der Familie Emi anstelle des Siegels des Großen Rates verwenden. 760 wurde er schließlich Daijō Daijin (太政大臣) – Großer Staatsminister.

### Spätere Jahre
Mit dem Tod der Kaiserinwitwe Kōmyō im selben Jahr 760 begann die Regierung jedoch allmählich zu schwächeln. Und während Nakamaro sich im Hōra-Palast (保良宮) in der Provinz Ōmi im Jahr 762 aufhielt, zerstritten sich Kaiser Kōken und Kaiser Atsuhito über die Frage des Priesters Dōkyō (700–772), was nach seiner Rückkehr nach Heijō-kyō zu einer Spaltung der kaiserlichen Macht führte. Die sich verschärfende Rivalität zwischen den Fraktionen von Nakamaro und Atsuhito sowie Dōkyō und Kōken stand hinter dem Konflikt. Hintergrund war die sich verschärfende Rivalität zwischen den Fraktionen der Nakamaro und Junnin sowie der Dōkyō und Takakage. Außerdem führte die Neuprägung der Münzen zu einer Inflation und verstärkte die sozialen Unruhen, so dass Nakamaro im Jahr 764 einen Aufstand plante, um diesen Niedergang ein für alle Mal rückgängig zu machen. Er war Generalgouverneur der vier Kinki-Provinzen, Ōmi, Tamba und Harima und versuchte, heimlich seine eigenen Truppen zu sammeln. Doch sein Plan wurde vorher entdeckt. Nachdem er die erste Schlacht verloren hatte, versuchte Nakamaro, in die Provinz Ōmi und dann in die Provinz Echizen zu fliehen. Er scheiterte jedoch und wurde bereits in Katsuno Onie (勝野鬼江), in der Gegend Kosai (湖西) der Provinz Ōmi genommen und in Kohama (湖浜) zusammen mit Mitgliedern seiner Familie enthauptet.
Nakamaros Maßnahmen zur Stabilisierung des Wohlbefindens der Menschen, wie die Halbierung der Anzahl der Tage für verschiedene Arbeiten, die Verkürzung des Alters für die Dienstpflicht und die Entsendung von Momminkushi, waren größtenteils Nachahmungen der Regierung der Tang-Dynastie, was sich in der Verwendung von offiziellen Titeln im Tang-Stil und der Auswahl von posthumen Titeln im chinesischen Stil für die aufeinanderfolgenden Kaiser sowie in der Verwendung der Gliederung für jede Familie zeigt. Darin zeigt sich auch Nakamaros Vorliebe für den Konfuzianismus, ebenso wie die seiner Politik, dass „Xiao Jing“ (孝経, Sutra über die Verehrung der Jungen den Alten gegenüber) im Besitz jeder Familie sein sollte, und das Weicheng-dianxun (維城典訓), eine Sammlung der Lektionen zu Weicheng, zur Pflichtlektüre für alle Beamten zu machen.
Darüber hinaus sollte die Einführung des Yōrō-Kodex im Jahr 757 Nakamaros Großvater Fujiwara no Fuhito (659–720) ehren. Mit derselben Absicht stellte er die Biografien des Fujiwara-Klans (家伝, Kaden) zusammen und verfasste seine eigene Biografie (大織冠伝, Taishokoku tanden). Er initiierte auch die Zusammenstellung der Nihonshoki (Chroniken Japans) und war auch an der Zusammenstellung der „Shizoku kokorozashi“ (氏族志) – „Aufzeichnungen der Klans“ beteiligt, die später der Vorläufer der Shoku-Nihongi (Fortsetzung der Chroniken) und der „Shinsen Seijiroku“ (新撰姓氏録) – etwa „Neu zusammengestellte Aufzeichnungen der Familiennamen“ wurden.